# أندريه كايو
أندريه كايو هو لاعب كرة قدم برتغالي في مركز حراسة المرمى، ولد في 23 فبراير 1994 في كاستيلو برانكو في البرتغال. لعب مع نادي بورتو.

## وصلات خارجية
- أندريه كايو على موقع قاعدة بيانات كرة القدم.إي يو (الإنجليزية)
- أندريه كايو على موقع Soccerway.com (الإنجليزية)